# Соловьёва, Светлана Семёновна
Светлана Семёновна Соловьёва (5 января 1936, Военный городок, Ивановская Промышленная область — 23 декабря 2017, Москва) — советский российский историк, востоковед-ассириолог, кандидат исторических наук, преподаватель МГУ им. М. В. Ломоносова, специалист по международным отношениям и дипломатии на Ближнем Востоке в I тыс. до н. э.

## Биография
Светлана Семёновна Соловьёва родилась 5 января 1936 года в Военном городке Владимирской области. В 1958 году окончила Исторический факультет МГУ им. М. В. Ломоносова. Дипломной работой на тему «Борьба между Ассирией, Египтом и Урарту за Сирию, Финикию и Палестину» руководил Д. Г. Редер.
В 1961—1965 годах преподавала в Университет дружбы народов им. П. Лумумбы. С 1965 года — на кафедре истории древнего мира исторического факультета МГУ. С 1973 года — в должности доцента.
В 1971 году под руководством В. И. Авдиева защитила кандидатскую диссертацию «Ассирийская военная держава при Ашшурбанипале и страны Передней Азии. (Из истории международных отношений на Ближнем Востоке в VII в. до н. э.)».
Читала лекционные курсы «История Древнего Востока», «Историография истории Древнего Востока», «Источниковедение истории Древнего Востока» на историческом и философском факультетах, в Институте стран Азии и Африки. Вела спецсеминары по общим проблемам истории Древнего мира, по межгосударственным отношениям и дипломатии в переднеазиатском регионе.

## Награды
- Юбилейный нагрудный знак «225 лет МГУ им. М. В. Ломоносова» (1980)
- Почетный знак «За отличные успехи в работе. Высшая школа» Министерства высшего и среднего образования СССР
- Юбилейный нагрудный знак «250 лет МГУ им. М. В. Ломоносова» (2005)
- Звание Заслуженного преподавателя Московского университета

## Научная деятельность
Основная сфера научных интересов — международные отношения и дипломатия на Ближнем Востоке в I тыс. до н. э., военная история Ассирии и ближневосточных городов в древности.
Начиная с дипломной работы главной тематикой исследований являлись ассирийско-египетские и ассирийско-урартские отношения в разных контекстах, что нашло отражение в диссертации «Ассирийская военная держава при Ашшурбанипале и страны Передней Азии. (Из истории международных отношений на Ближнем Востоке в VII в. до н. э.)» (1971), посвященной истории правления Ашшурабниапала (VII в. до н. э.), когда внешняя политика Ассирии была особенно активна, и коллективной монографии «Межгосударственные отношения и дипломатия на Древнем Востоке» (1987).
Принимала участие в написании глав и разделов в коллективных монографиях и учебниках по истории Древнего Востока совместно с В. И. Кузищиным, М. А. Дандамаевым, В. М. Массоном, А. А. Вигасиным, В. Г. Емельяновым, А. А. Немировским, И. А. Ладыниным.

## Сочинения
- Ассирийская военная держава при Ашшурбанипале и страны Передней Азии : из истории международных отношений на Ближнем Востоке в VII в. до н.э. : в 2-х томах : диссертация ... : кандидата исторических наук : 07.00.00 / С.С. Соловьева. - Москва, 1970. - 634 с. : ил.

- Из истории ассиро-урартских отношений // Сборник научных работ аспирантов исторического факультета МГУ. М, 1963.
- Раннегреческая тирания (к проблеме возникновения государства в Греции). М, 1964.
- Лидия при Гигесе и её взаимоотношения с Ассирией // Древний Восток. Т. 1. М., 1975.
- Источниковедение истории Древнего Востока / под ред. В. И. Кузищина. М., 1984.
- Межгосударственные отношения и дипломатия на Древнем Востоке / под ред. И. А. Стучевского. Глава «Ассирийская держава». М., 1987.
- История Древнего Востока. Материалы по историографии. М., 1991.
- Война 663 г. до н. э. между Ассирией и Кушем за господство над Египтом // Мероэ. М., 1997. Т. 1.
- Загадка монограммы «W» // Древний Египет: язык, культура, сознание. М., 1999.
- Герра (фрагменты жизни, истории и судьбы аравийского торгового города) // Древность: историческое знание и специфика источника. М., 2000.
- История Древнего Востока. Тексты и документы / под ред. В. И. Кузищина. М., 2002. (ред., сост. и авто. — совм. с Кузищиным В.И)
- The Economic Life of Harran (Carrai) in Antiquity // Cultural Heritage of Egypt and Christian Orient. Vol. IV. М., 2007.
- Историография истории Древнего Востока. М., 2008. (разделы «Основные этапы и направления изучения истории древней Месопотамии», «Древняя Месопотамия»)
- Киш в контексте месопотамской истории III тыс. до н. э. // Древность: историческое знание и специфика источника. М., 2009.
- Харран (Карры) — военная биография мирного города // В царстве Клио. Российско-германский сборник статей по историческим дисциплинам. Вып. 2. Ч. 2. М.-Берлин, 2011[3].

- Адад : [арх. 2 декабря 2022] / С. С. Соловьёва // Большая российская энциклопедия : [в 35 т.] / гл. ред. Ю. С. Осипов. — М. : Большая российская энциклопедия, 2004—2017.
- Аккад : [арх. 22 сентября 2022] / С. С. Соловьёва // Большая российская энциклопедия : [в 35 т.] / гл. ред. Ю. С. Осипов. — М. : Большая российская энциклопедия, 2004—2017.
- Асархаддон : [арх. 6 октября 2022] / С. С. Соловьёва // Большая российская энциклопедия : [в 35 т.] / гл. ред. Ю. С. Осипов. — М. : Большая российская энциклопедия, 2004—2017.
- Ассирия : [арх. 22 сентября 2022] / С. С. Соловьёва, Е. М. Фраёнова (Музыка) // Большая российская энциклопедия : [в 35 т.] / гл. ред. Ю. С. Осипов. — М. : Большая российская энциклопедия, 2004—2017.
- Ашшур : [арх. 27 ноября 2022] / С. С. Соловьёва, С. А. Зинченко // Большая российская энциклопедия : [в 35 т.] / гл. ред. Ю. С. Осипов. — М. : Большая российская энциклопедия, 2004—2017.
- Ашшурнацирапал II : [арх. 28 ноября 2022] / С. С. Соловьёва // Большая российская энциклопедия : [в 35 т.] / гл. ред. Ю. С. Осипов. — М. : Большая российская энциклопедия, 2004—2017.
- Валтасар : [арх. 29 ноября 2022] / С. С. Соловьёва // Большая российская энциклопедия : [в 35 т.] / гл. ред. Ю. С. Осипов. — М. : Большая российская энциклопедия, 2004—2017.
- Зимри-Лим : [арх. 16 июня 2022] / С. С. Соловьёва // Большая российская энциклопедия : [в 35 т.] / гл. ред. Ю. С. Осипов. — М. : Большая российская энциклопедия, 2004—2017.
- Исин : [арх. 21 сентября 2022] / С. С. Соловьёва // Большая российская энциклопедия : [в 35 т.] / гл. ред. Ю. С. Осипов. — М. : Большая российская энциклопедия, 2004—2017.
- Иштар : [арх. 2 декабря 2022] / С. С. Соловьёва // Большая российская энциклопедия : [в 35 т.] / гл. ред. Ю. С. Осипов. — М. : Большая российская энциклопедия, 2004—2017.
- Каниш : [арх. 21 декабря 2022] / С. С. Соловьёва // Большая российская энциклопедия : [в 35 т.] / гл. ред. Ю. С. Осипов. — М. : Большая российская энциклопедия, 2004—2017.
- Кария : [арх. 3 января 2023] / С. С. Соловьёва // Большая российская энциклопедия : [в 35 т.] / гл. ред. Ю. С. Осипов. — М. : Большая российская энциклопедия, 2004—2017.
- Каркемиш : [арх. 18 декабря 2022] / С. С. Соловьёва // Большая российская энциклопедия : [в 35 т.] / гл. ред. Ю. С. Осипов. — М. : Большая российская энциклопедия, 2004—2017.
- Киликия : [арх. 3 января 2023] / С. С. Соловьёва // Большая российская энциклопедия : [в 35 т.] / гл. ред. Ю. С. Осипов. — М. : Большая российская энциклопедия, 2004—2017.
- Киш : [арх. 4 октября 2022] / С. С. Соловьёва // Большая российская энциклопедия : [в 35 т.] / гл. ред. Ю. С. Осипов. — М. : Большая российская энциклопедия, 2004—2017.
- Лидия : [арх. 12 октября 2022] / С. С. Соловьёва // Большая российская энциклопедия : [в 35 т.] / гл. ред. Ю. С. Осипов. — М. : Большая российская энциклопедия, 2004—2017.
- Ликия : [арх. 21 декабря 2022] / С. С. Соловьёва // Большая российская энциклопедия : [в 35 т.] / гл. ред. Ю. С. Осипов. — М. : Большая российская энциклопедия, 2004—2017.
- Мардук-апла-идин II : [арх. 4 октября 2022] / С. С. Соловьёва // Большая российская энциклопедия : [в 35 т.] / гл. ред. Ю. С. Осипов. — М. : Большая российская энциклопедия, 2004—2017.
- Ниневия : [арх. 22 сентября 2022] / С. С. Соловьёва // Большая российская энциклопедия : [в 35 т.] / гл. ред. Ю. С. Осипов. — М. : Большая российская энциклопедия, 2004—2017.
- Памфилия : [арх. 8 декабря 2022] / С. С. Соловьёва // Большая российская энциклопедия : [в 35 т.] / гл. ред. Ю. С. Осипов. — М. : Большая российская энциклопедия, 2004—2017.
- Пафлагония : [арх. 3 января 2023] / С. С. Соловьёва // Большая российская энциклопедия : [в 35 т.] / гл. ред. Ю. С. Осипов. — М. : Большая российская энциклопедия, 2004—2017.